# 八角金盤
八角金盤（學名：Fatsia japonica）是八角金盤屬下的一個種，是一種原産於日本南部的常綠灌木。高度可達3—6（9.8—19.7英尺）。
八角金盤是常見的觀賞植物，在冬天溫度不低於零下十五攝氏度的地區都可以生存。已被證實可去除室內甲醛。
八角金盤和其培育種F. japonica 'Variegata'已獲得皇家園藝學會優秀園藝獎（Award of Garden Merit）。

## 擴展閱讀
- Huxley, A., ed. (1992). New RHS Dictionary of Gardening. Macmillan.
- BBC Gardening: Fatsia japonica （页面存档备份，存于）
- Poplay, I. et al. (2010). "An illustrated Guide to Common Weeds Of New Zealand" 3rd ed. Pg. 36